# Glossario del nuoto
Questa lista è suscettibile di variazioni e potrebbe essere incompleta o non aggiornata.

## B
- Blocchi di partenza: attrezzatura dal quale si effettua il tuffo di partenza

## C
- Cagnolino (nuoto): stile amatoriale
- Corsia: la vasca è divisa per corsie che può avere un limite massimo di capienza
- Crawl: stile agonistico non ufficiale
- Cuffia: esistono diversi quattro tipi di cuffie: in lattice, in silicone, in stoffa e in lycra

## D
- Delfino (nuoto): stile agonistico ufficiale (Butterfly)
- Divisori di corsia: le corde che dividono le corsie. Hanno delle segnalazioni colorate nei primi 5 metri ( per facilitare le virate) a partire dai muri e al centro
- dorso (nuoto): stile agonistico ufficiale (Backstroke)
- dorso doppio (nuoto): stile amatoriale, che può avere due tipologie di gambata; o la classica a dorso, o la gambata a rana

## F
- Farfalla (nuoto): stile agonistico non ufficiale, con gambata a rana
- Fondo (Nuoto di-): gare di distanza compresa tra i 500 e i 1500 metri

## G
- Granfondo (Nuoto di-): gare di distanza compresa tra i 1500 e i 2500 metri

## I
- Indicatori di falsa partenza: bandierine di segnalazione utili nel caso in cui un atleta parta prima del previsto. In quel caso un dispositivo le fa cadere dell'acqua. Anch'esse, come gli indicatori di virata, sono posizionate a 5 metri dal bordo
- Indicatori di virata: bandierine di segnalazione utili nel dorso per capire a che punto ci si trova esattamente a 5 metri dal bordo

## M
- Maratone: gare di distanza superiore ai 25000 metri
- Mezzofondo (Nuoto di-): gare di distanza inferiore ai 5000 metri
- Monopinna: attrezzatura utilizzata nel nuoto pinnato. Poco pratica poiché con essa si può effettuare solo la gambata a delfino.

## P
- Palette: attrezzatura utile per aumentare la massa muscolare e per aumentare la forza della bracciata nella fase della trazione in un normale allenamento. In piscina attualmente sono vietate.
- Pinne: attrezzatura utilizzata nel nuoto pinnato. Più pratica della monopinna, perché è possibile effettuare un allenamento anche sfruttando la gambata a stile libero e a dorso.
- Primati: Gare da 25 metri, 50 metri, 100 metri, 200 metri, 400 metri, 800 metri e 1500 metri
- Pull Buoy: attrezzatura usata per il miglioramento degli arti superiori e per il galleggiamento

## R
- Rana (nuoto): Stile agonistico ufficiale

## S
- Occhialini a specchio : occhialini che permettono di non essere abbagliati dal sole
- Stile libero: stile agonistico ufficiale
- Svedesi (Occhialini-): occhialini privi di gomma intorno alle lenti
- Staffetta più atleti partecipano alla staffetta che può essere mista o secondo un solo stile

## T
- Tavoletta attrezzatura utile per il miglioramento degli arti inferiori e per il galleggiamento
- Tuffo di partenza: È molto importante effettuare un buon tuffo di partenza per poter guadagnare metri e velocità. Un tuffo eseguito correttamente si riconosce immediatamente per la sua angolatura a 45° rispetto alla superficie dell'acqua; le mani entrano a contatto con l'acqua e successivamente il resto del corpo, che dev'essere perfettamente allineato. Esistono diversi tuffi di partenza, dai più semplici per poter apprendere al meglio l'entrata in acqua partendo da una posizione inginocchiata. Poi esistono 2 tipi di tuffi, il "Grab start", quando il nuotatore è posizionato generalmente con entrambi i piedi aggrappati al bordo anteriore del blocco, il bacino è alto e le mani poggiate al centro del bordo tra le gambe e il tuffo "Track start", quando il nuotatore è posizionato con un piede sul bordo anteriore del blocco e l'altro nella parte posteriore del blocco (dove da pochi anni è stato inserito un alettone per poterne sfruttare la spinta) e le mani si trovano sul bordo anteriore del blocco generalmente posizionate vicino agli angoli. Questa tecnica, che riprende la partenza dal blocco dell'atletica, è il metodo più utilizzato ad alti livelli perché ritenuto molto efficace e veloce.

## V
- Vasca corta: vasca da 25 metri, detta semi-olimpionica
- Vasca lunga: vasca da 50 metri, detta olimpionica
- Vasca media: vasca da 33 metri
- Virata (nuoto): cambio di direzione dell'atleta al termine della vasca